# 国民議会 (ナイジェリア)
座標: 北緯09度04分05.5秒 東経07度30分40.3秒 / 北緯9.068194度 東経7.511194度
国民議会（こくみんぎかい、英語: National Assembly）は、ナイジェリアの立法府である。

## 概要
上院に相当する元老院と下院に相当する代議院の両院で構成する。